# Stephanskirche (Jerusalem)

Vor der Stephanskirche mit Blick zum Turm.

Die römisch-katholische Stephanskirche (französisch Église Saint-Étienne, hebräisch כנסיית סטפנוס הקדוש) mit dem dazugehörigen Dominikanerkloster liegt in der Jerusalemer Neustadt an der Nablus Road.

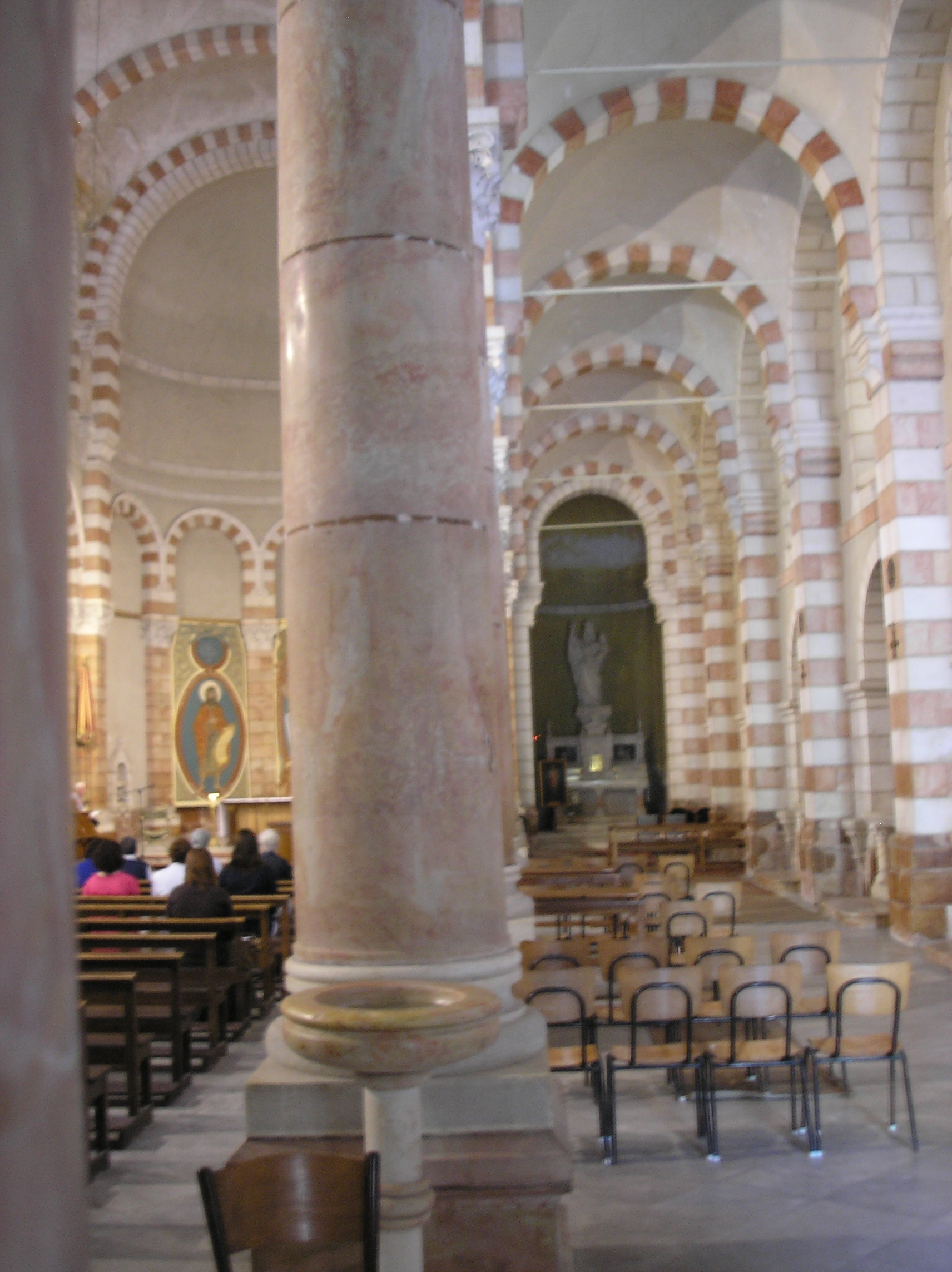
Stephanskirche: Innenraum

Im Jahre 415 entdeckte man in Jerusalem die Reliquien des heiligen Stephanus, des ersten Märtyrers der Christenheit. Daraufhin ließ Aelia Eudocia, die Frau des Kaisers Theodosius II., eine Basilika errichten, die 460 geweiht wurde. 614 wurde diese Kirche durch einen Brand zerstört. Die Kreuzfahrer erneuerten den Bau, der aber 1187 bei der Rückeroberung Jerusalems durch Saladin wieder zerstört wurde.
1881 erwarben französische Dominikaner das Ruinengrundstück und führten 1883 umfangreiche Grabungen durch, wobei die dreischiffige Basilika zum Vorschein kam. Über den Grundmauern erbauten sie die jetzige Kirche, in der noch die alten Bodenmosaiken zu sehen sind.